# アンリ・オーブリ
アンリ・オーブリ（1914年3月3日 - 1970年11月10日）は、レジスタンスの活動家。トマの偽名で活動を行う。1943年6月7日、リヨンにおいてパリでのシャルル・ドレストランとルネ・アルディの会合を設置する。その際に秘密の郵便受けに入れた会合の日時をジャン・ミュルトンに発見され、アルディ及びドレストランの逮捕につながったとされる。ピエール・ムニエの著書によると、1943年6月20日の深夜、リヨンで、ガストン・ドフェールとの会談を打ち切った後、アルディと共にベンチに座っていたクラウス・バルビーと後にモラン橋の上ですれ違ったとされる。カリュイール＝エ＝キュイールの会合ではクラウス・バルビーに逮捕され、拷問される。